# Грищук Роман Павлович
Роман Павлович Грищук (нар. 27 серпня 1989, Київ, СРСР) — український політик, Народний депутат України IX скликання. Член комітету Верховної Ради з питань освіти, науки та інновацій. У минулому – актор, керівник студії «Мамахихотала», телеведучий.

## Життєпис
Народився 27 серпня 1989 у Києві. Закінчив школу із золотою медаллю. Двічі ставав чемпіоном Києва в шкільному КВК. Вступив у КПІ на медико-інженерний факультет. За студентства мав досвід роботи зі студією «95 Квартал». 2012 року заснував студію «Мамахихотала».
Після закінчення кар'єри в КВН, студія провела два концерти в КПІ. Другий концерт навесні 2013 року знімався для нового на той момент телеканалу «НЛО TV». Створив медійні проєкти «Мамахихотала», «Як гартувався стайл», «Маслюки» та «Нова поліція».
Дружина модель, блогерка, акторка Ганна Гресь. Подружжя знайоме з університету, де вони спільно виступали в команді КВК «Збірна КПІ», а згодом - у гумористичній студії «Мамахихотала». 2014 року, після шести років стосунків, Роман зробив пропозицію - на концерті студії «Мамахихотала». У подружжя 30 жовтня 2019 народився син Тимофій.

## Телевізійна кар'єра
- 2012–2022 — «Мамахохотала» — керівник студії, ведучий «Мамахихотала шоу» (2014–2020)
- 2013–2015 — «Як гартувався стайл» (гумористичний молодіжний серіал)
- 2015 — «Нова поліція» (інтернет-серіал) — співпродюсер, актор (роль — Рома, чоловік і напарник Марини)
- 2015 — «Маслюки» (скетч-шоу) — співрозробник, актор
- 2018 — «Куратори» (телесеріал) — співавтор ідеї, співавтор сценарію
- 2019–2020 — «Небезпечна зона» (мультсеріал) — співпродюсер

## Політична діяльність
Будучи кандидатом у народні депутати від партії «Слуга народу» на парламентських виборах 2019 року здобув перемогу на виборчому округу № 222 (частина Солом'янського району Києва). Є членом Комітету Верховної Ради з питань освіти, науки та інновацій. Співголова групи з міжпарламентських зв'язків з Туреччиною, співголова групи з міжпарламентських зв'язків з Аргентиною. З грудня 2019 – у складі Міжфракційного об'єднання «Гуманна країна», створеного за ініціативи «UAnimals» для популяризації гуманістичних цінностей та захисту тварин від жорстокості.
Член постійного делегації від України в Парламентську Асамблею НАТО. Заступник голови Наглядової ради Київського авіаційного університету, просуває реформу корпоративізації та зміни системи управління закладами вищої освіти. Голова Піклувальної ради Міжнародної української школи, державногоосвітнього закладу, що займається навчанням українських дітей за кордоном.
Виступає проти забудови земель освіти. Запустив ресурс zabudovazvo.com.ua, де досліджена проблема та зібрана інформація про забудовані землі університетів[джерело?]. Оскаржував рішення ДАБІ щодо дозволу на будівництво 14 висоток на території Київського авіаційного університету.
В січні 2022 був у Туреччині з офіційним візитом разом з представниками депутатської групи з міжпарламентських зв'язків. У Верховній раді опікується питаннями волонтерства, розвитком культури волонтерства серед здобувачів освіти, а також націонал-патріотрични вихованням. 
У кінці 2021 року відновив годинник із найбільшим у Києві циферблатом на фасаді будівлі Інституту історії України НАНУ, який розташований на вул. Грушевського, 4. У червні 2024-го підтримав ініціативу фонду «Соломʼянські котики» зі встановлення меморіальної дошки та бюста на будинку по вулиці Чорнобильській 13-А, де останні роки у Києві жив поет та дисидент Василь Стус.

### Законотворча діяльність
У травні 2020 року став одним з ініціаторів законопроєкту від «Слуги народу», який фактично офіційно дозволяє непрямий підкуп виборців в умовах пандемії коронавірусу.
Займається реформуванням космічної галузі. Працював над законом № 143-IX, який зняв монополію держави на космос. Входить в тимчасову слідчу комісію з питань розслідування можливих протиправних дій посадовців Державного космічного агентства України та підприємств космічної галузі.
Разом із колегами підготував правку до законопроєкту № 2285-д, що передбачала додаткове фінансування освіти з надходжень від грального бізнесу. Правку підтримано у другому читанні.
2021 року став одним з авторів законопроєктів № 5498 та № 5499, які передбачають зміни до закону про публічні закупівлі, до митного та податкового кодексів, передбачають звільнення від ввізного мита та ПДВ на наукові прилади, обладнання, реактиви, зразки, витратні матеріали до них.
Співініціатор проєкту, який дозволить молоді з тимчасово окупованих територій адаптуватися до проживання на вільній частині України. Це підготовчі курси для дітей з ТОТ у 23 українських закладах вищої освіти, безплатне проживання й стипендії, можливість для випускників шкіл на окупованих територіях подати документи через освітні центри «Крим-Україна» або «Донбас-Україна». Автор законів про спрощення порядку ввезення та розподілу гуманітарної допомоги, сприяння розвитку волонтерства серед здобувачів освіти.

## Нагороди, визнання
- 2019 - один із 30 українців, які досягли успіху до 30 років, за версією «Forbes»[34][35];
- 2024 - лауреат премії УП-100 від Української правди[36]